# SAINTS 聖なる魔物
『SAINTS 聖なる魔物』（セインツ せいなるまもの）は、ソニー・コンピュータエンタテインメントヨーロッパ（SCEE）のケンブリッジスタジオが開発した、『Primal』の日本版で、2004年3月18日にPlayStation 2で発売されたゴシックアドベンチャーゲーム。

## 概要
主人公ジェンとそのパートナーであるスクリーを使い分け、謎を解いたり敵との戦闘を行ったりするアドベンチャーゲーム。2人のキャラクターにはそれぞれ得意としている行動があり、プレイヤーはそれを駆使することで活路を見出していくことになる。使い分けるだけでなく、2人で協力することで解くことができる仕掛けも数多く存在する。次に何をすればいいかわからなくなった場合は、スクリーに話しかけることで次にとるべき行動や目的がわかるようになっている。続編の『Primal 2』の開発があったがキャンセルされた。

## ストーリー
ジェンとその彼氏のルイスは、ライブハウスを出た直後、怪物に襲われ瀕死の重傷を負わされてしまう。病院で二日間昏睡し続けるジェンの前に「スクリー」という魔物が現れ、ジェンの肉体と精神を分離させた。スクリーは目覚めたばかりのジェンに一通りの説明をした後、「協力者になってほしい」と願い出て、ジェンもその言葉を快く引き受けた。スクリーの後について行った先は、魔物の世界「オブリヴィオン」の中心となる場所「ネクサス」。ここからジェンの冒険が始まる。

## 登場人物

### 主な登場人物
ジェン(ジェニファー)
本作の主人公となる21歳の女性。彼氏のルイスとライブハウスを出た直後、怪物に襲われ瀕死の重傷を負わされてしまう。その後、スクリーによって幽体離脱させられ、オブリヴィオンへと連れて行かれる。あまり悩まずに事実をすぐに受け入れる性格の持ち主。上記の通り本名は「ジェニファー」であるが、「義理の父を思い出して嫌な気分になる」という理由から本人はそう呼ばれることを嫌っている。
背中が露出しているノースリーブの服と長ズボンを着用しており、その背中にはルイスがデザインした刺青が刻まれている。
物語の中盤で、ジェンの体はその半分が魔物の特徴を潜在的に備えている、いわゆる人間と魔物とのハーフであることが判明する。後述する、魔物への変身が可能なのもこのためである。
イーサの墓地のシーンで魔物に変身したジェンが "R.I.P. Laura Cruft 2003"と刻まれた、墓を壊すシーンがあるが、これはトゥームレイダーシリーズの主人公ララ・クロフトの墓の事で、2003年に発売された『トゥームレイダー 美しき逃亡者』に対して、ララ・クロフトに対抗して意識してパロディ化したものである。
スクリー
アレラの使者。プレイヤーが操作することができるもう一人のキャラクターでもある。オブリヴィオンから人間界にやってきた。体が石でできたガーゴイルの姿をしているが、これは人間界にきたときに憑依した石像のためで、本来の姿ではない。オブリヴィオンに来て間もないジェンをサポートする。自身の石でできた体を利用して石の壁を、地面を歩いているかのようによじ登ることができたり、水中でも地上と同じように走ることができたりと、スクリーのみができる行動や能力も多い。
その正体はアブディズールという、アレラがかつて持っていた軍隊の司令官。ジェンとルイスを人間界へ逃がした後、その帰路でアバドンに捕まり、ベラーズールによって何年にも渡って拷問にかけられた。そのときに肉体を捨て、人間界のガーゴイルの石像に憑依した。
ルイス
ジェンの彼氏。ライブハウスのバンド「ケニーG」のメンバーでもある。ライブハウスから出た直後に怪物に襲われ、ジェン共々瀕死の重傷を負う。
ルイスもジェンと同じく、人間と魔物とのハーフである。
アレラ
スクリーの主である、オブリヴィオンの善の女神。善良・純粋・力・徳・正義・気高さの象徴。ストーリーが進むたびに、ジェンに生い立ちなどの過去を伝えていく。
アバドン
混沌の象徴。オブリヴィオンを支配しようと目論む、堕落と腐敗の王。本作中では一貫して悪役として描かれているが、アバドンがいなければオブリヴィオンを始めとした宇宙全体のバランスが崩れてしまうため、完全な悪役と言い切ることはできない。
ベラーズール
混沌の世界の魔物で、アバドンに仕える最強の殺し屋。人間界でジェンとルイスを襲撃し瀕死の重傷を負わせた魔物でもある。過去にはアブディズールへ拷問を行っていたこともある。

### ネクサスの住人
クロノス
宇宙の創生以来、ネクサスにある装置の中で暮らし続けている番人。全身いたるところにパイプが通っている。秩序と混沌という2つのエネルギーを調和させ、安全なエネルギーに変換するという重要な役割を担っている。また、エネルギーをアレラとアバドンに分け与える架け橋のような役割もある。

### ソラムの住人
ハーン
ソラムの現国王であり、フェライの民にとって良き指導者。国王である以上、自らを生贄に捧げる決まりを守らなければならないが、正当な王位継承者であるジャレドが行方不明となっているため、自らを生贄に捧げることを抑えている。
ジャレド
ソラムの正当な王位継承者。ハーンの後継者にあたる。ジェンとスクリーがソラムに着いたとき、彼は行方不明になっている。
デヴィーナ
ソラムの気高く公正な王妃。粗暴で知られているフェライの民でありながら、歴代の王が代々行ってきた狩猟の実演という儀式を禁止している。

### アクィスの住人
アダーロ
アクィスの国王。アクィスで流行している心と体を蝕む病気によって、仲間のアンダインを手当たり次第に殺害する狂気の王と化してしまっている。
アイーノ
アクィスの王妃。アダーロの決断によって収監房に入り、生贄とされる日を待ち続けている。
「アクィスに住むアンダインの民のためなら」と生贄になることを覚悟していたが、ジェンたちが助け出したことによって考え直し、濾過装置の再起動を頼んだ。
アルトゥーロ
サブステーションのエンジニア。アクィスを襲撃してきた凶暴な魔物から身を隠しているが、そのために身動きがとれずにいる。

### イーサの住人
ラウム
イーサに住んでいる貴族民で、爵位は伯爵。また科学者でもある。農民の血を飲み自らの生命力を高めようと考え、定期的に生贄を出すよう農民に求めている。性格は高慢かつ残忍で、農民を助けようとする者はたとえ同じ貴族民であろうとも容赦なく処刑する。
エンプーサ
ラウム伯爵の夫人。その高慢さと残忍さはラウムにも引けをとらない。
ヴァレーラ
ラウム伯爵守備隊の女隊長。ラウムに処刑された公爵の剣を常に持っている。
エリザベス
ラウムとエンプーサの娘。

### ヴォルカの住人
イブリス
ヴォルカの国王。永遠の命と王の座をアバドンから与えられている。ジンの力をジェンに与えたが、それはジェンの持つハーフの力を脅威と感じ、敵に回る前に味方に引き込もうと考えたためで、この企みによってジェンはイブリスの忠実な戦士となってしまった。
マリケル
ヴォルカの王妃。イブリスの妃ではあるが彼の欲深さを嫌い、謀反を起こして支配者の座を奪おうと考えている。その目的のためにジェンを必要とし、まずイブリスの呪縛を解くことができるジンのエネルギーの提供、それからイブリスの持つ「石の心臓」の秘密を提供するなどの協力をした。

## 用語
オブリヴィオン
魔物たちが住む世界。ソラム・アクィス・イーサ・ヴォルカという4種類の国と、世界の中心であるネクサスから成り立つ。アレラとアバドンによって統治されている。
それぞれの国には魔物の種族が住んでおり、どの種族も違った習性や生活環境を持ち、独自の社会を築いている。
ソラムとフェライ
「ソラム」は雪に覆われた極寒の国。この国では永遠に夜が明けることがない。アレラ側（秩序の世界）に属するが、暗闇を縄張りとしジェンたちを襲う「マルカイ」という猛獣も住み着いているため、安全と言い切れる国では決してない。
この国に住む魔物は「フェライ」といい、勇猛で粗暴だが優秀な狩猟民族。独自の儀礼や芸術を持ち、それらを壁画として残す文化もある。この国を治める国王は絶大な権限を有するが、権力の絶頂を極めた時点で国王自らが生贄となり、後継者に王位を空け渡さなければならないという決まりがある。
アクィスとアンダイン
「アクィス」は国土の大半を礁湖と湾の水が占める水の国。ソラムとは異なり常に赤い夕焼け色に輝き、水辺には青々とした草木が生えている。アレラ側（秩序の世界）に属する。本来、アクィスの水質には強い毒性があり、生物が住めるような環境ではなかった。
この国に住む魔物「アンダイン」は、知性にあふれる水の世界の文化的な種族で、アレラの盟友。リヴァイアサンを海の神として信仰している。また会話にはテレパシーを使う。さらに猛毒のアクィスの水中に住むため、毒素を濾過する巨大な装置を造るほどの技術力も有している。
イーサとレイス
「イーサ」は中世の雰囲気を残す山国。アバドン側（混沌の世界）に属する。分厚い雲に覆われた灰色の空からは雨が止むことなく繰り注ぎ、遠くかすんだ山々や城が見えるだけの薄暗い国。
この国に住む「レイス」という魔物には大きく貴族民と農民という2つの階級がある。貴族民が丘の上で何一つ不自由なことのない生活を送る一方、低地の村に住む貧しい農民たちは貴族の圧制と劣悪な環境の下で暮らしている。タイムシフトという瞬間移動能力を持つ。
ヴォルカとジン
「ヴォルカ」は火山とそこから湧き出る灼熱の溶岩からなる国。アバドン側（混沌の世界）に属するが、同じアバドン側の国であるイーサと比べて治安も環境も混沌そのもの。それゆえ、アバドンもこの国だけは今回の侵略においてまったくと言っていいほど手を出していない。スクリーの本来の姿、アブディズールの体はこの国にある。
この国に住む魔物は灼熱の炎と共に生きる種族「ジン」。全身が黄金の体によって光り輝いている。生活周期は火山活動と密接にリンクしている。それはつまり、火山活動が穏やかなときはその力が低下し、逆に火山活動が活発になるとその力は増大することを意味している。気性がとても荒く、目的を果たすためなら同種を殺すこともためらわない。
ネクサス
魔物の世界オブリヴィオンの中心。秩序と混沌という2つの力の均衡を保つ場所でもある。オブリヴィオンに存在する4つの国のエネルギーはここに集まり、クロノスによってアレラとアバドンに分け与えられている。
モータリスとモータル
「モータリス」は俗に言う人間界。この作品では、モータリスはネクサスが秩序と混沌の2つの力の均衡を保つことでようやく存在し得る世界だという設定がされている。「モータル」とはいわゆる人間のことで、オブリヴィオンの住人たちが使う呼び名。
ヴァンブレス
ジェンがネクサスを初めて訪れたときに手に入れることになる腕甲。両手首に装着する。武器でも防具であるアイテム。
魔石
不思議な力を持つ石。主に以下の3種類がある。
- ロードストーン

いたるところに落ちているオレンジ色の魔石。これをスクリーが回収することで石像に憑依することができる。憑依する石像の種類や大きさによって必要となる数は異なる。
- サモニングストーン

いたるところに設置されている巨大な魔石。スクリーの体と組成が同じで、ジェンのみが使用できる。スクリーと離れても、ジェンがこの魔石からスクリーを連れ戻すことができる。
- エネルギーストーン

ジェンが魔物としてのライフを常に保つためのエネルギーを蓄えている金色に輝く魔石。
リフトゲート
オブリヴィオンに点在する円形の門。一度行った事のある場所であれば、リフトゲートを通って遠くの場所へ移動する事ができる。作動中のリフトゲートの先には目的地の景色が見える。
ネクサス以外の場所にあるリフトゲートは作動中ではないため、二人で両側のバルブを回してゲートの輪を高速で回転させて作動させる必要がある。
石の心臓
物語終盤に必要となるアイテム。クロノスとイブリスが持っており、うちイブリスのものはアバドンから受け取ったものである。これを持つ者は不老不死の体を手に入れることができるが、逆に奪われると元の持ち主は不老不死の体を失ってしまう。
マリケルによると、石の心臓を奪うことができるのはハイブリッドの戦士、つまりハーフだけであるとのこと。

## システム
魔物への変身
ジェンの特殊能力。魔物の姿に変身し、その特徴と戦闘能力を発揮する能力。変身できるようになる魔物は、オブリヴィオンに存在する4種類の魔物の国に住むそれぞれの種族。変身中は背中の刺青と両腕のヴァンブレスが種族ごとの固有色に光り輝く。
その種族に変身するためには、まず初めに変身する対象の種族からエネルギーを受ける必要があり、一度エネルギーを受ければそれぞれの種族ごとに設定されているライフが尽きるまで何回でも変身できる。ライフを回復するためには、魔石「エネルギーストーン」か倒した敵の死体からエネルギーを吸収、スクリーに一度貯めてもらった後、任意のタイミングでスクリーからエネルギーを受け取ることによって回復する。魔物としてのライフがなくなると自動的に人間の肉体に戻ってしまうため、その先の謎解きや戦闘に苦戦することになる。
それぞれの能力の説明は以下の通り。
■フェライ
ソラムの種族。強靭な脚力を持ち、移動速度とジャンプ力が飛躍的に上昇する。また水が溜まっている場所でもある程度の水かさなら速度を落とさずに走ることができる。戦闘時は両手のかぎ爪を操り接近戦を行う。
■アンダイン
アクィスの種族。自由自在に泳ぐ事ができるが、えら呼吸を行うため陸上では息をすることができない。ジェンは泳ぐことができないため、この姿になって初めて水中での活動が可能になる。アンダインが使えるテレパシー能力もこの姿なら使うことができ、離れていてもスクリーと意思疎通ができる。戦闘時は両手から触手のようなものを伸ばして遠距離攻撃を行う。
■レイス
イーサの種族。瞬間移動能力「タイムシフト」を使用できる。タイムシフト使用中は画面が紫がかった色になり、周囲の時間の流れが遅くなる。非常に強力だが、タイムシフト使用中はエネルギーが減少し続ける。戦闘時は右手と左手にそれぞれ鞭と短剣のようなものが現れ、それを打ち付けたり斬りつけたりして攻撃する。
■ジン
ヴォルカの種族。戦闘スタイルは両方の手に炎の剣を一本ずつ持ち、それを巧みに振るって攻撃する二刀流。両方の剣を合わせると一本の長大な剣にすることができ、強力な攻撃を繰り出すことができる。